# Монахов, Николай Иванович
Николай Иванович Монахов (1923, Клин — 1995) — советский педагог, доктор педагогических наук (1983).
Участник Великой Отечественной войны. Демобилизовавшись, окончил Московский городской педагогический институт имени Потёмкина, преподавал в школе. В том же институте защитил диссертацию кандидата педагогических наук «Содержание и формы работы классного руководителя 7-го класса с пионерским отрядом» (1954).
С 1956 г. работал редактором. Некоторое время также преподавал педагогику в Кабардино-Балкарском государственном университете. Опубликовал ряд брошюр по общим вопросам советской педагогики, в том числе «Пионеры — смена комсомола: О подготовке пионеров и школьников к выступлению в ВЛКСМ» (1958), «Родители и пионерская организация» (1960), «Программа КПСС и основные вопросы коммунистического воспитания школьников» (1962, совместно с И. Я. Савченко), «Пионерские отряды V—VI классов» (1966), «Нравственное просвещение учащихся» (1969). Составил сборник высказываний классиков марксизма-ленинизма и русских педагогов «Умом и сердцем: Мысли о воспитании» (1965, 5-е издание 1989), сборник «О пионерской организации: Статьи, речи, письма выдающихся партийных, государственных и общественных деятелей» (1963). Главный редактор сборника научных работ «Нравственное воспитание учащихся общеобразовательной школы» (1974). В 1983 году защитил докторскую диссертацию «Теоретические и методические основы изучения воспитанности учащихся средней общеобразовательной школы».
В 1975—1984 гг. главный редактор журнала «Семья и школа».